# Исенбаевская волость
Исенбаевская волость (Исенбайская, тат.  ئىسەنباي ۋولىٰسىٰ, Isənbaj vulьsь, Исәнбай вулысы) — административно-территориальная единица в составе Вятской губернии и Татарской АССР.
По состоянию на 1913 год волостное правление находилось в селении Сляково. На 1910-е годы граничила с Киясовской, Юринской, Мостовинской, Арзамасцевской, Чегандинской волостями Сарапульского уезда и Мушугинской волостью Елабужского уезда.
Волость возникла в 1871 году выделением из состава Юринской волости. В 1921 году была присоединена к Татарской АССР, где вошла в Елабужский кантон и в том же году перечислена в Агрызский кантон.
На 1922 год состояла из 9 сельсоветов (Атногуловский, Галеевский, Девятернинский, Исенбаевский, Кадыбашский, Косаевский, Сляковский, Утягановский), которые объединяли 9 селений. В 1924 году укрупнена, в её состав была включена Старо-Чекалдинская волость, а волостной центр был переведён в Исенбаево. В том же году вновь вошла в состав Елабужского кантона.
В начале 1930 года состояла из 14 сельсоветов (Исенбаевский, Сосновский, Утягановский, Девятернинский, Косаевский, Сляковский, Кадыбашский, Старо-Чекалдинский, Ново-Чекалдинский, Кулегашский, Пелемешский, Бимский, Каменно-Ключский).
В связи с введением районного деления на всей территории Татарской АССР упразднена в 1930 году, вся территория волости включена в состав Красноборского района.